# Bacilitiol
Bacillitiol (BSH o Cys-GlcN-mal) es un compuesto tiol que se encuentra en las especies de Bacillus. Probablemente interviene en el mantenimiento del equilibrio redox celular y desempeña un papel en la resistencia microbiana al antibiótico fosfomicina.

## Estructura
Químicamente, es un glucósido formado entre «L-cisteinil-D-glucosamina» y ácido málico. Se aisló e identificó (como su derivado bacillitiol-S-bimano) en 2009 a partir de Staphylococcus aureus y Deinococcus radiodurans, aunque se detectó por primera vez en 2007, como un tiol no identificado en Bacillus anthracis. Desde entonces, se ha sintetizado y caracterizado la forma tiol libre natural del bacillitiol, junto con sus precursores biosintéticos y su disulfuro simétrico.

## Papel biológico
El bacillitiol parece participar en la detección de peróxidos por Bacillus, pero también puede sustituir al glutatión, que es el tiol intracelular más común en eucariotas y algunas bacterias. En 2010 se  identificaron y caracterizaron algunos de los genes implicados en la biosíntesis del bacillitiol. Las bacterias modificadas por ingeniería para ser deficientes en bacillitiol demostraron una mayor sensibilidad a varios compuestos xenobióticos electrofílicos, incluido el antibiótico fosfomicina, lo que sugiere que en estos organismos el mecanismo de resistencia a la fosfomicina depende de la presencia de bacillitiol. Además, estudios cinéticos han establecido que el bacillitiol es un sustrato tiol preferido para la enzima de resistencia a antibióticos FosB.

## Biosíntesis
El bacillitiol se produce a través de las enzimas BshA, BshB y BshC. La BshA sustituye el grupo UDP de la UDP-N-acetilglucosamina por un grupo L-malilo. A continuación, BshB elimina el grupo acetilo. La L-cisteína se añade a la amina libre resultante, lo que completa la biosíntesis de la molécula. Se supone que el paso de adición de cisteína lo lleva a cabo la enzima BshC basándose en estudios de knockout genético, pero la actividad de BshC no ha habido observaciones.